# Калма
Калма — река в России, протекает в Республике Карелия и в Архангельской области. Правый приток Колоды.

## География
Река Калма берёт начало в болоте Великий Мох на юго-востоке Пудожского района Карелии. В верхнем и среднем течении протекает по территории Каргопольского района Архангельской области, затем пересекает границу с Карелией. Устье реки находится в 74 км по правому берегу реки Колода. Длина реки составляет 37 км, площадь водосборного бассейна — 320 км². На реке находится одноимённое урочище Калма.
Притоки (от устья к истоку):
- Грязный (правый)
- Вилма (левый)
- Аглимозерский (правый, из Аглимозера)
- Кережа (правый)
- Марья (правый)
- В 30 км от устья, по правому берегу реки впадает река Корьречка
- Уйта (правый)

## Данные водного реестра
По данным государственного водного реестра России относится к Балтийскому бассейновому округу, водохозяйственный участок реки — Водла, речной подбассейн реки — Свирь (включая реки бассейна Онежского озера). Относится к речному бассейну реки Нева (включая бассейны рек Онежского и Ладожского озера).
Код объекта в государственном водном реестре — 01040100412102000016715.

## Карты
- Лист карты P-37-19,20 Ковкула. Масштаб: 1 : 100 000. Состояние местности на 1982 год. Издание 1987 г.